# Психологічна інтервенція

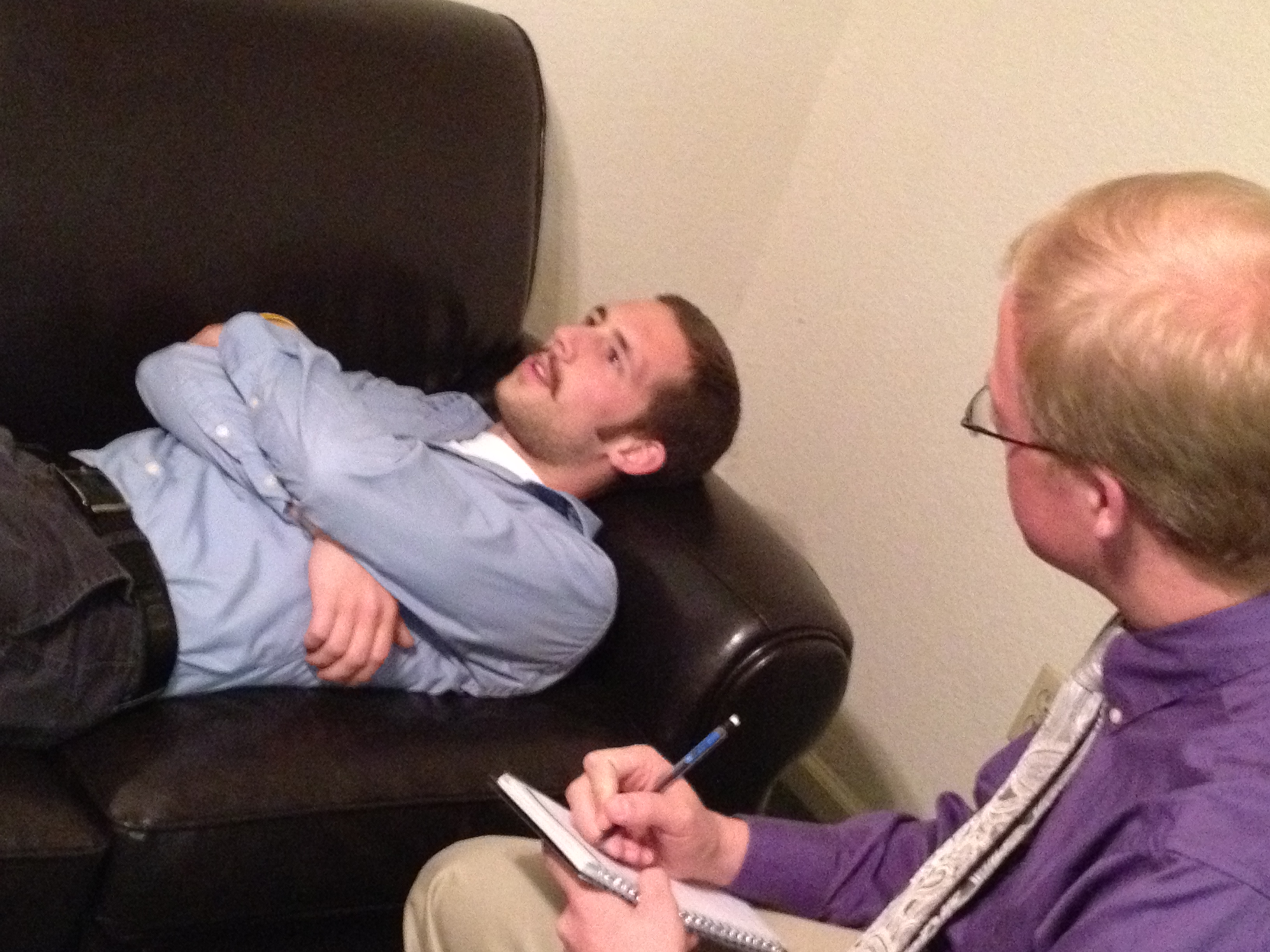
Сеанс психотерапії

У прикладній психології інтервенція або психологічне втручання — це дії, що виконуються для досягнення змін емоцій і поведінки людини. В широкому сенсі, це означає будь-яку діяльність, яка використовується для модифікації поведінки, емоційного стану чи почуттів. Існує багато стратегій інтервеніцій, які спрямовані на різні типи питань. Психологічні інтервеніції мають багато різних застосувань, і найчастіше використовується для лікування психічних розладів, використовучи психотерапію. Кінцевою метою цих втручань є не лише полегшити симптоми, а й націлення на першопричину цих розладів.
Психологічні інтервенції можуть використовуватися також для промоції доброго психічного здоров'я в цілях профілактики психічних розладів. Ці заходи не орієнтовані на лікуванні стану, але призначені для зміцнення здорових емоцій, відносин і звичок. Такі заходи можуть поліпшити якість життя, навіть якщо психічних захворювань немає.

## Види інтервенцій
Інтервенції можуть бути різноманітними і можуть бути спеціально розроблені для особистості або групи, які отримують лікування в залежності від їх потреб. Така універсальність додає їм ефективності у вирішенні різного роду ситуацій.
В залежності від мети інтервенції, терапія може бути:
- підтримуюча — підтримка захисних сил та становлення нових поведінкових засобів;
- переучуюча — створення зовнішніх та внутрішніх умов задля перебудови поведінкових шаблонів;
- особистісно реконструктивна — ініціація внутрішньоособистісних змін через усвідомлення інтрапсихічних конфліктів.

## Методи інтервенцій та лікування
Основними методами психологічної інтервенції є: психотерапія, психологічне консультування, психологічний тренінг, організацію терапевтичного або здорового середовища. Шляхи інтервенції для людей з девіантною поведінкою розроблені у поведікової психотерапії.
Для лікування психічних розладів психологічні інтервенції можуть використовуватися в поєднанні з психотропними ліками. Психіатри зазвичай призначають препарати, щоб управляти симптомами психічних розладів. Психосоціальні інтервеніції надають більший або прямий фокус на соціальне середовище людини у взаємодії з їх психологічним функціонуванням.

### Кризова інтервенція
Кризовою інтервенцією називають психосоціальну допомогу для особи в кризовому стані, що спрямована на подолання ситуації, що викликала кризу. При цьому, особа, внаслідок критичних життєвих подій, має тривалий розлад психічної і соціальної рівноваги, але без ознак психічного розладу. Ціллю цієї інтервенції є відновлення душевної і соціальної рівноваги, не допустивши перехід проблеми в посттравматичний стресовий розлад. Критичними подіями можуть бути як передбачувані культурно чи біологічно обумовлені фактори (наприклад, вихід на пенсію або настання менопаузи) або непередбачені (природні катастрофи, раптова смерть партнера або подружня зрада).
При передбачуваних подіях кризова інтервенція може сприяти особистісному розвитку в тих випадках, коли криза інтерпретується пацієнтами як шанс для розвитку.
Засобами кризової інтервенції є:
- стабілізація особистості (прояв емпатії, паліативні і інші заходи, що вселяють впевненість, формування нових життєвих уявлень);
- розвиток компетентності;
- використання соціальних ресурсів і соціальна інтеграція (зміна оточення).